# Jarosław Kołtun
Jarosław Kołtun (ur. 26 lutego 1978) – polski kierowca rajdowy, drugi wicemistrz Polski w Rajdowych samochodowych mistrzostwach Polski w roku 2023.. W rajdach startuje od 2001 roku.